# La Nuit avec ma femme
La Nuit avec ma femme est un roman français de Samuel Benchetrit, publié le 25 août 2016, aux  éditions Plon et Julliard et en format poche chez J'ai lu en  août 2017.

## Résumé
« Le temps d'une nuit, le narrateur est visité par sa femme disparue sous les coups d'un homme. Il s'embarque alors pour un voyage intérieur passionné et poétique, et s'adresse à elle en évoquant les blessures et les joies de leur vie. »

## Contexte de l'écriture et de la sortie du livre
Samuel Benchetrit rencontre Marie Trintignant lorsqu'il a vingt ans. Elle a treize années de plus que lui. Malgré la différence d'âge, ils tombent amoureux. Lors d'une interview pour le journal Le Monde, Samuel déclare : « Je rencontre Marie Trintignant. J’ai 20 ans, elle en a 33, et elle a des enfants. On tombe amoureux. Tout de suite. Je ne sais pas ce qu’elle me trouvait, j’étais timide, inculte, complètement coincé. » En 1998, ils se marient et ont un fils, Jules Benchetrit.
En juillet 2002, à la fin d'un concert à Vaison-la-Romaine (Vaucluse), Marie rencontre Bertrand Cantat qui est le chanteur du groupe de rock français Noir Désir. Marie Trintignant et Bertrand Cantat entament une relation, et quittent leurs conjoints respectifs. Des sources proches de Marie Trintignant ont décrit cette relation comme tumultueuse. La chanteuse Lio, qui était sur le même tournage qu'elle pour le téléfilm Colette à Vilnius a déclaré : « Ne parlez pas d'amour. Il s'agissait d'une domination perverse et narcissique. Bertrand cherchait à isoler Marie. Il la déconsidérait sans arrêt, en la coupant de ceux qui participaient à son équilibre. J'ai tout de suite vu qu'elle était dans de très sales draps. »
Au printemps 2003, Marie part en Lituanie à Vilnius pour tourner le téléfilm Colette. Son compagnon, Bertrand Cantat, la suit et le couple s'installe dans un appartement du Domina Plaza, une résidence hôtelière plutôt chic située au cœur historique de la ville. Sa mère, Nadine Trintignant, est la réalisatrice de ce film, son frère est assistant réalisateur et son fils aîné, Roman Kolinka, est acteur. La famille de Marie est donc très présente sur ce tournage et Bertrand Cantat aurait du mal à supporter le poids du clan familial. Mais selon des témoignages de proches, ce qu'il avait le plus de mal à supporter était les relations que Marie gardait avec ses ex compagnons et pères de ses quatre enfants. Quant à Marie, elle était également jalouse de la relation que son compagnon entretenait avec son ex femme.
Dans la nuit du 26 au 27 juillet 2003, lors d'une dispute liée à un SMS qu'aurait reçu Marie de la part de Samuel Benchetrit, Bertrand Cantat la frappe. Il déclarera lors de son interrogatoire : « Mes baffes n'ont pas été des tapes légères. C'étaient des baffes fortes […], des gifles vraiment très fortes […], données du plat et du dos de la main. » Mais le chanteur dit ne pas se souvenir avec quelle amplitude : « Il est possible que la tête ait heurté le chambranle de la porte. » Marie s'écroule, étendue « près du sofa », le corps « à moitié sur le tapis et à moitié sur le parquet ». C'est à la suite de ses coups que Marie Trintignant s'effondre au sol et tombe dans le coma. Le chanteur finira par appeler Samuel qui lui conseillera d’appeler le frère de Marie, Vincent Trintignant, présent sur place. C'est lui qui contactera les secours à 7 h 15 du matin alors que la dispute a éclaté à 1 h du matin.
Après des opérations chirurgicales à Vilnius, l'actrice sera rapatriée le 31 juillet 2003 en France, à Neuilly-Sur-Seine. En état de mort cérébrale, elle ne se réveillera pas de son coma et décèdera le 1er août 2003 à l'âge de 41 ans.
C'est donc dans ce contexte particulier que Samuel Benchetrit écrit La Nuit avec ma femme, treize ans après le drame, un roman qui exprime la douleur d'avoir perdu la mère de son fils et son ex-femme à cause des coups d'un autre homme.

## Contenu du livre
Au fil de la lecture, on comprend que le livre résume une nuit que Samuel Benchetrit passe avec le fantôme de son ex femme, Marie Trintignant, morte sous les coups du chanteur de Noir Désir, Bertrand Cantat (qu'il se refuse à nommer). Il déclara lors d'une interview pour le journal Le Monde : « Je voulais surtout convoquer Marie et passer un moment avec elle, qui fut mon premier amour, et donc ma fondation. Ce n’est pas un livre de colère, de vengeance, ou de haine. Je n’ai pas voulu me payer un mec ni avoir sur lui le dernier mot. J’ai même détruit les pages qui témoignaient de ces sentiments que j’ai tellement éprouvés. »
Dans un passage du livre, Samuel Benchetrit raconte le coup de fil que Bertrand Cantat lui a passé la nuit du drame, L'Express en a révélé les extraits :
« Elle est où Marie ? » demanda Samuel ; « Dans la chambre, elle dort […]. On s’est beaucoup engueulés ce soir. Je l’ai giflée » répondra Bertrand ; « Je trouve qu’il chiale trop » se souvient l'écrivain ; Puis il demande à Bertrand Cantat d’aller vérifier si Marie va bien : « J’entends les mouvements. J’entends qu’il se penche. J’entends qu’il prononce ton prénom. Doucement. Et puis le mien. Il dit c’est Samuel. Marie, c’est Samuel. Je crois entendre ton souffle. » « Elle ne se réveille pas » conclut Bertrand Cantat.
« Je lui dis d’appeler ton frère qui est aussi dans ce pays. Il va faire ça. Il me remercie. J’ai honte aujourd’hui de ce remerciement » poursuit Samuel Benchetrit.
Ce livre est une déclaration d'amour pour son ex femme, il nous fait part de la difficulté de faire son deuil et de comprendre les gestes qui ont amené Marie Trintignant à la mort. Il nous parle aussi d'une autre difficulté qu'il rencontre : faire comprendre à son fils ce qu'il s'est passé et le voir grandir sans sa mère.
Le style d'écriture peut être surprenant puisque le livre est composé de phrases courtes qui partent en tout sens.

## Réactions face au livre
Le contexte particulier de l'écriture de ce livre fit couler beaucoup d'encre.
Dans un article sur le site Slate, intitulé « Il n'aurait jamais fallu publier «La Nuit avec ma femme ». Laissez Marie Trintignant tranquille » le critique musical du site Slate, Jean Marc Proust s'interviewe lui-même pour s'exprimer sur ce livre. Il trouve que c'est un livre mal écrit, que l'intention d'écrire ce livre est selon ses mots « dégueulasse », que le livre n'a « aucun mérite ». Il déclare « Le premier mot qui me vient à l'esprit est : dégueulasse. Au prétexte de la douleur, l'écrivain se met en scène de manière égocentrique, comme s'il mettait à profit ce drame pour en tirer un peu de notoriété supplémentaire. Il n'est pas le premier : avant lui, il y a eu Nadine Trintignant, Xavier Cantat ou, hors champ familial, Muriel Cerf. S'il m'est impossible de juger une telle douleur, je doute qu'elle doive s'exprimer en place publique. J'ai davantage de respect pour ceux qui se taisent, murés dans leur chagrin ». Finalement, cet article porte une vision très négative de la sortie de ce livre, les mots sont durs, ils accusent l'auteur de trop montrer ses sentiments ou encore de vouloir vendre des livres.